# Campos del Río
Campos del Río és un municipi de la Regió de Múrcia. Limita a l'est amb Ojós, Villanueva del Río Segura, Alguazas, Las Torres de Cotillas i Múrcia, a l'oest amb Albudeite i Mula i al nord amb Ricote.

## Demografia

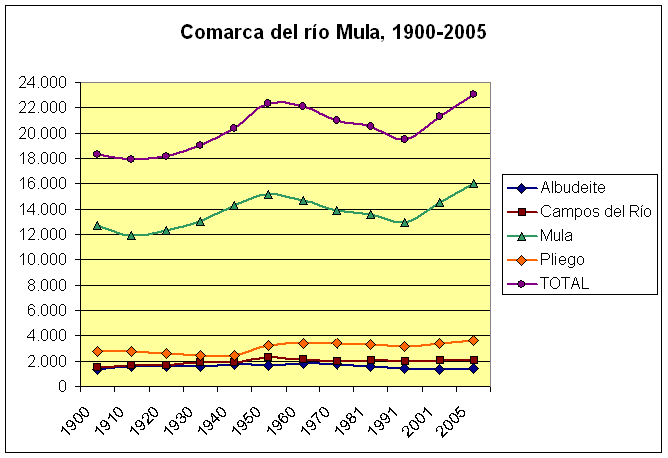
Evolució demogràfica de Campos del Río (en vermell) en el context de la comarca (total en lila)

| Població | 1.180 | 1.286 | 1.491 | 1.690 | 1.695 | 1.918 | 1.868 | 2.254 | 2.155 | 2.012 | 2.046 | 1.949 | 2.032 | 2.132 |